# Chris Wardlaw
Chris Wardlaw (eigentlich Christopher Wardlaw; * 3. März 1950 in Penrith City) ist ein ehemaliger australischer Langstreckenläufer.

## Karriere
1975 kam Wardlaw bei den Crosslauf-Weltmeisterschaften in Rabat auf den 47. Platz und wurde Australischer Meister über 10.000 m. Bei den Marathon-Meisterschaften von Victoria wurde er Zweiter in 2:21:42 h.
1976 siegte er bei Bay to Breakers. Bei den Olympischen Spielen in Montreal wurde er Zwölfter über 10.000 m und lief im Marathon auf den 35. Rang.
1977 belegte er bei den Crosslauf-WM in Düsseldorf Platz 23 und gab beim Leichtathletik-Weltcup in Düsseldorf über 10.000 m auf. Im Jahr darauf wurde er Siebter beim Fukuoka-Marathon in 2:13:02 h.
1979 kam er bei den Crosslauf-WM in Limerick auf den 17. Platz. Beim Montreal-Marathon wurde er Dritter in 2:13:52 h und in Fukuoka erneut Siebter in 2:11:55 h.
1980 qualifizierte er sich als Dritter beim australischen Ausscheidungsrennen in 2:12:47 h für den Marathon der Olympischen Spiele in Moskau, bei dem er auf Platz 28 einlief.
Bei den Crosslauf-WM 1981 in Madrid beendete er mit einem 82. Platz seine sportliche Karriere.

## Persönliche Bestzeiten
- 5000 m: 13:34,2 min, 3. Februar 1977, Melbourne
- 10.000 m: 28:15,6 min, 3. März 1976, Melbourne
- Marathon: 2:11:55 h, 2. Dezember 1979, Fukuoka